# Stahlia monosperma

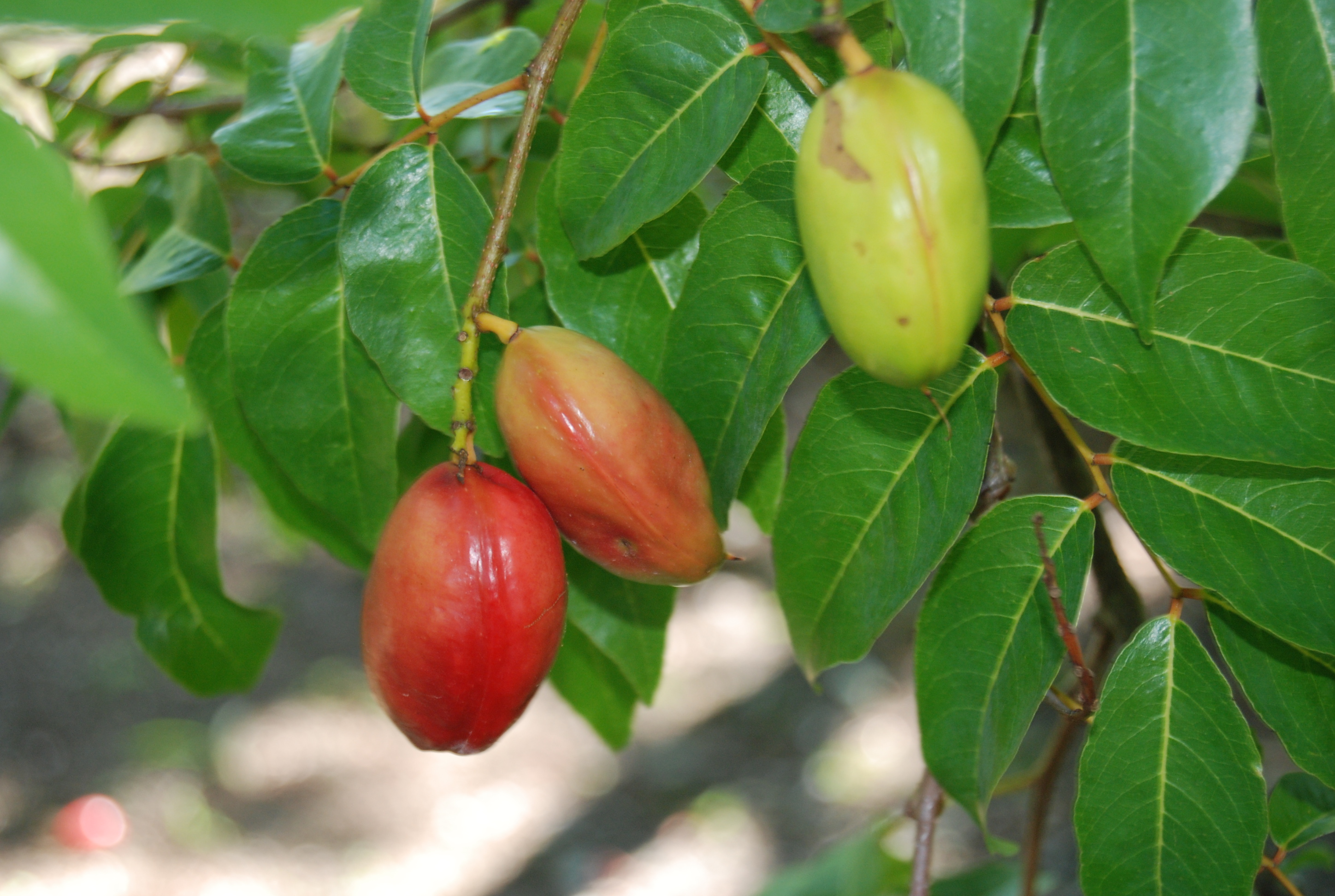
Früchte

Stahlia monosperma (Syn.: Libidibia monosperma) ist ein Baum in der Familie der Hülsenfrüchtler aus der Unterfamilie der Johannisbrotgewächse aus Puerto Rico und der Dominikanischen Republik. Es ist die einzige Art der Gattung Stahlia, sie gilt als gefährdet.

## Beschreibung
Stahlia monosperma wächst als immergrüner Baum mit kurzem Stamm bis 15–20 Meter hoch. Der Stammdurchmesser erreicht bis zu 1 Meter. Die gräulich-braune, relativ glatte Borke ist abblätternd.
Die wechselständigen und gestielten Laubblätter sind paarig gefiedert mit bis zu 12 Blättchen. Der Blattstiel ist bis 2,5 Zentimeter lang. Die kurz gestielten, dünnledrigen, eiförmigen bis -lanzettlichen, bis 9 Zentimeter langen, kahlen Blättchen sind ganzrandig und spitz bis zugespitzt mit leicht herzförmiger bis abgerundeter oder spitzer Basis. Sie besitzen unterseits schwärzliche Drüsen. Die kurzen Blättchenstiele sind rötlich.
Es werden end- oder achselständige, kurze und traubige Blütenstände gebildet. Die zwittrigen und gestielten Blüten mit doppelter Blütenhülle sind gelblich bis cremefarben. Die gelblichen, dachigen, stumpfen Kelchblätter an einem kleinen Blütenbecher sind bis 6–7 Millimeter lang. Die dachigen, bis etwa 1 Zentimeter langen, papillösen, ausladenden Petalen sind eiförmig. Es sind 10 freie, oben genäherte Staubblätter mit im unteren Teil wollig, rosa behaarten Staubfäden vorhanden. Der einkammerige und kahle Fruchtknoten mit schlankem Griffel und kleiner kopfiger Narbe ist mittelständig.
Es werden angenehm duftende, ledrige, rote, glatte und meist einsamige, nicht öffnende, bis 5 Zentimeter große, eiförmige bis abgeflachte, rundliche oder elliptische Hülsenfrüchte gebildet.

## Taxonomie
Das Basionym wurde 1844 von Louis René Tulasne in Archives du Museum d'Histoire Naturelle Band 4 Seite 148 als Caesalpinia monosperma erstbeschrieben. Die Art wurde 1900 von Ignaz Urban in Symbolae Antillanae: seu fundamenta florae Indiae occidentalis .. Band 2, Seite 285 als Stahlia monosperma (Tul.) Urb. in die Gattung Stahlia gestellt. Ein Synonym ist Libidibia monosperma (Tul.) Gagnon & G.P.Lewis. Der Gattungsname Stahlia, der von Domingo Bello y Espinosa 1881 in Anales de la Sociedad Espanola de Historia Natural Band 10 Seite 255 aufgestellt worden war, ehrt Agustín Stahl.

## Verwendung
Das dunkle, schöne, schwere und harte, beständige Holz wird vielfältig genutzt. Es heutzutage nur in kleineren Mengen verfügbar, weil größere Exemplare fehlen.